# バラカ原子力発電所

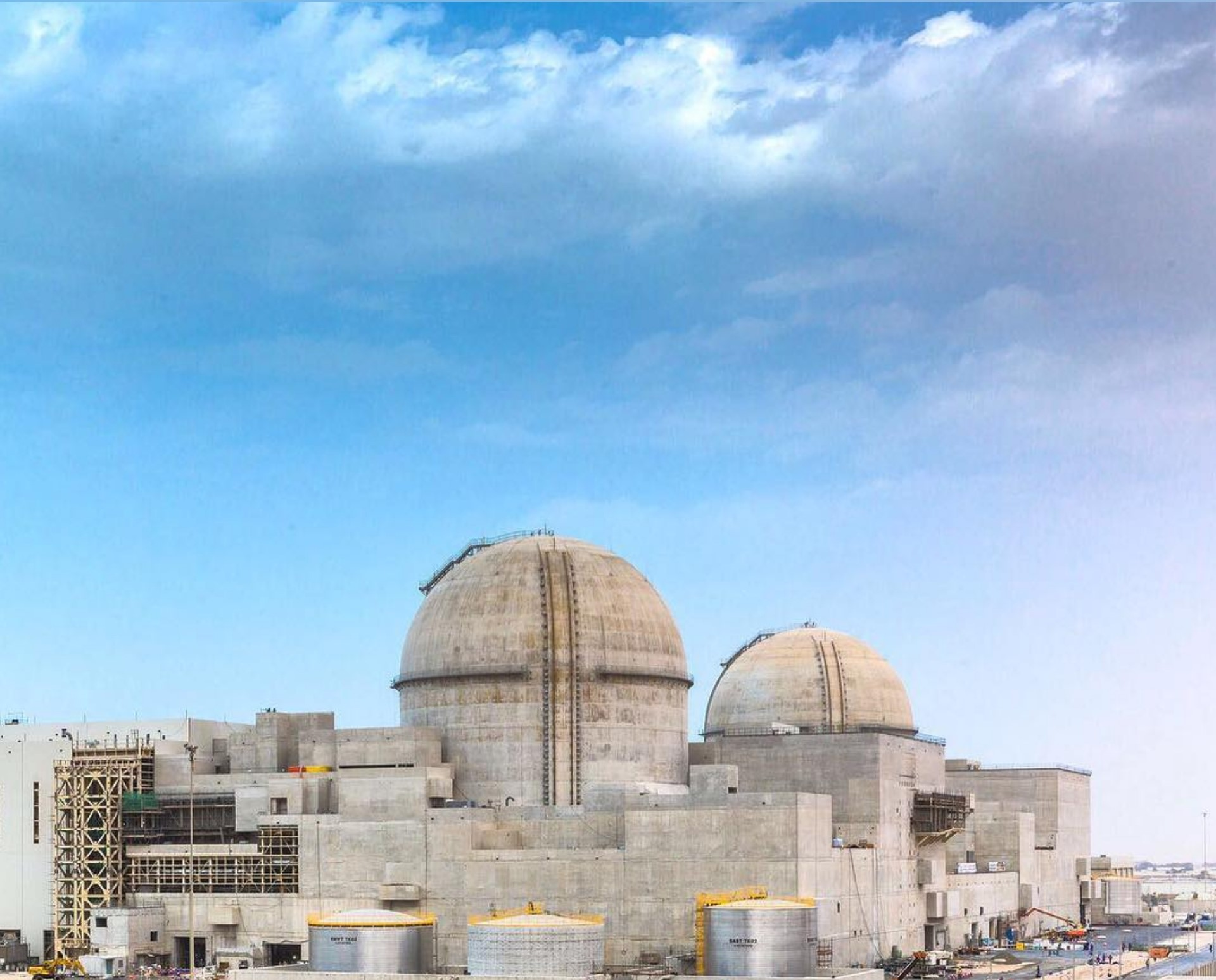

バラカ原子力発電所（バラカげんしりょくはつでんしょ、英語: Barakah nuclear power plant、アラビア語:محطة براكة للطاقة النووية）は、アラブ首長国連邦、アブダビ西方270kmのペルシャ湾沿岸に位置する湾岸初の原子力発電所。計画されている4基のうち1基が2020年8月より稼働中で、残りについても建設が進められている。
2024年9月、4号機の稼働で4基すべてが稼働したと報じられた。

## 概説
アラブ首長国連邦では、2000年代に入り電力需要が増加したため、原子力発電所の建設が模索された。各国の企業体が受注を進めた結果、2009年に韓国の企業連合（韓国電力公社、現代建設、斗山重工業、サムスンC&T）が韓国標準型原子炉（140万kw級）4基による原子力発電所を186億ドルで受注することが決まった。この契約に基づき建設された発電所がバラカ原子力発電所である。当初、1号機の完成予定は2017年とされた後、2018年以降に順延されていたが、2020年8月1日に操業開始した。2号機は2020年7月14日に完成した。4基全てが稼働すれば、同国の電力需要の25%を供給できるという。

## 韓国企業体受注までの経緯
原子力発電所の受注は、フランス、アメリカ、日本の企業連合体と争う中で、韓国の企業体が落札。落札にあたっては格安の工事費に加え、何らかの付帯条件があったものと推測されており、2010年の韓国国会国防委員会では、ハンナラ党議員がUAE側との密約の有無を追求する場面もあった。なお、2017年以降、文在寅政権が李明博政権時代の政策を洗い出す中でUAEの有事の際に韓国軍が自動参戦する自動介入条項を盛り込んだ秘密軍事協定の存在がわかり、国会の承認を得ずに軍事同盟を締結した憲法違反であるとして波紋を呼んだ。

## 発電所の整備・修理契約
韓国側は、バラカ原子力発電所の完成後に必要となる長期整備契約について、韓国製発電所の整備に実績のある韓国企業が随意契約で受注する想定をしていたが、UAE側は2017年、長期整備契約を国際競争入札で決定する方針を確定。韓国側のプランが揺らぐこととなった。2018年末には、UAE原子力公社の幹部が訪韓し、韓国側の企業に入札時の提示額を低くするよう釘をさした。

## 建設時の問題等
2018年12月、前年の段階で3号機格納建物のコンクリート壁で、グリスの漏出が発見されたことが報道された。格納建物のコンクリート壁は、内部にテンドン（PC鋼線より線）を張って強度を高めたプレストレスコンクリート製（日本では大飯原子力発電所で同様の構造が採用されている）であり、グリスはPC鋼線より線の腐食を防止するために封入されている。グリスの流出がコンクリート壁の亀裂によるものであれば、コンクリート壁の強度が低下している可能性もあること、また長期的にみればPC鋼線より線の腐食が進行した場合、プレストレスコンクリートとして想定している強度が得られなくなる可能性もある。

## 年表

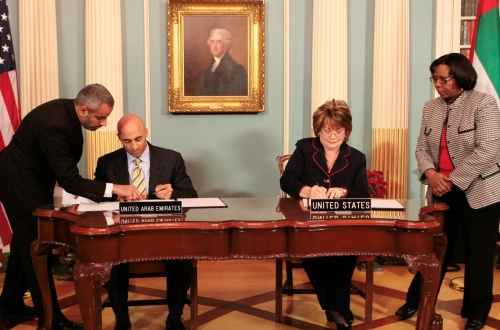
2009年のアラブ首長国連邦と米国の代表者の間の平和的な原子力の分野における協力に関する二国間協定

- 2009年12月27日 - 韓国の企業体の受注が決定。
- 2012年 - UAE原子力規制委員会が原子炉建設を承認。2013年にバラカを訪問した国際原子力機関（IAEA）の天野之弥事務局長

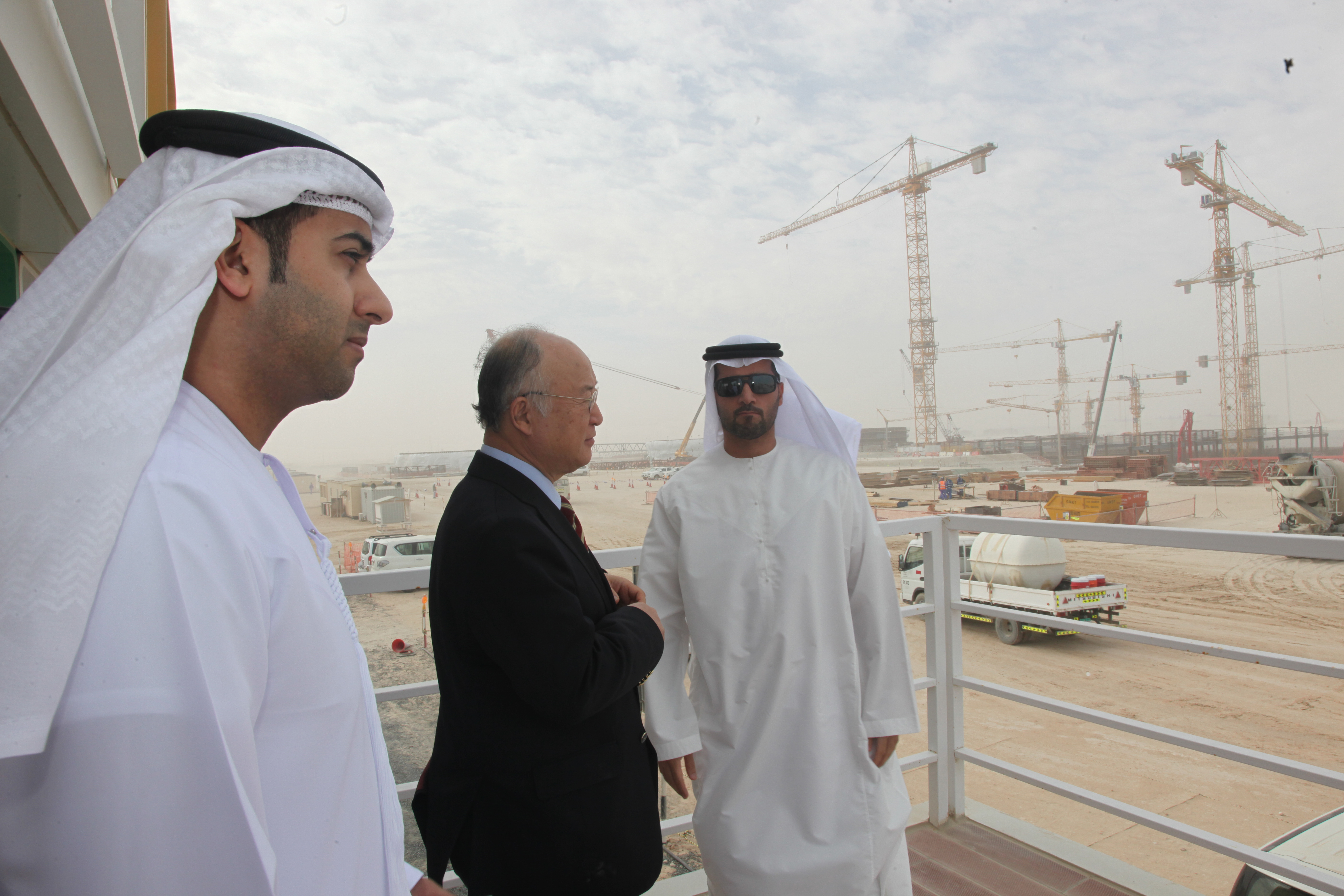
2013年にバラカを訪問した国際原子力機関（IAEA）の天野之弥事務局長

- 2014年5月20日 - 朴槿恵大統領（当時）が現地訪問。原子力発電所1号機の原子炉設置式典に出席[9]。
- 2016年10月20日 - アラブ首長国原子力会社（ENEC）傘下の原子力発電所運営・管理事業法人に韓国電力公社が共同投資することが決定[10]。
- 2017年12月3日 - イエメンの反政府勢力、フーシがアラブ首長国連邦の原子力発電所に向けて弾道ミサイル発射したと発表。同時、UAE政府は発射を否定[11]。
- 2018年3月25日 - 最初の原子炉が完成し、アブダビで竣工式が開催される。ムハンマド皇太子と文在寅大統領が出席[12]。同年中に2号機も完成、核燃料未装荷状態でのテストが開始された。運転開始は、2019年末か2020年初頭頃とされている[13]。
- 2020年8月1日 - 4機あるうちの1機で操業を開始した。アラブ地域での初の原子力発電の開始となる[14]。

| 原子炉 | 原子炉型 | 建設開始      | 営業運転       | 注釈                        |
| ------ | -------- | ------------- | -------------- | --------------------------- |
| 1号機  | APR-1400 | 2012年7月19日 | 2021年4月1日   | [ 16 ] [ 17 ] [ 18 ] [ 19 ] |
| 2号機  | APR-1400 | 2013年4月16日 | 2022年3月24日  | [ 21 ]                      |
| 3号機  | APR-1400 | 2014年9月24日 | 2023年（予定） | [ 22 ] [ 23 ]               |
| 4号機  | APR-1400 | 2015年7月30日 | 2023年（予定） | [ 24 ] [ 19 ]               |

## 建設の進捗率
- 1号機は2018年12月の時点で100%完成。2021年4月に商用サービスを開始[25]
- 2号機は2021年 4月の時点で100%完成[26]
- 3号機は2021年 4月の時点で94%完成し、冷間静水圧試験が実施された[27][28]
- 4号機は2021年 4月の時点で89%完了[29]

2020年7月現在、全体の竣工率は94%
2020年7月に1号機で核分裂が開始され、2020年8月1日に臨界状態に達した。1号機は2021年4月6日に商業運転を開始した